# Rockstar
Rockstar е петият сингъл от Канадската рок група Nickelback от техния пети албум от 2005, All the Right Reasons. Първоначално е издаден само в САЩ и Канада, а после и международно. Между всеки куплет говори Били Гибънс от ZZ Top. В тази песен групата пеят как „Им е писнало да седят пред клубове, в които никога няма да влязат“ „Че ще си говорят на собствен диалект и език“.